# Attacus soembanus
Attacus soembanus är en fjärilsart som beskrevs av Van Eecke 1933. Attacus soembanus ingår i släktet Attacus och familjen påfågelsspinnare. Inga underarter finns listade i Catalogue of Life.